# Листоколосник бамбуковидный
Листоколо́сник бамбу́ковидный, или Листоколосник чешуйчатый (лат. Phyllóstachys reticulata), — вид цветковых растений семейства Злаки (Poaceae).

## Распространение и экология
Естественный ареал вида охватывает юг Китая.
Хорошо растет по незаболоченным берегам рек и ручьев, где образует сплошные заросли. К освещению данный вид малотребователен и может расти под негустым пологом высоких деревьев. Любит тепло и влагу. Зимой выдерживает морозы до −12, −18°.
Один из самых быстрорастущих видов бамбука. Для бамбуковых характерна большая скорость роста; рекордная скорость зафиксирована именно у этого вида, за сутки выросшего на 120 см.

## Ботаническое описание
Стебли высотой от 6 до 21 м, диаметром 8-15 см. Молодые — ярко-зеленые с голубоватым налетом, зрелые — слегка желтоватые. Стебли отрастают из пазушных почек ползучих корневищ. Процесс одревеснения тканей стебля продолжается 3-4 года, после живут ещё 5-10 лет, потом они теряют листья и засыхают.
Листья продолговато-ланцетные, длиной 8-17 см и 1,2-3,2 см шириной, на коротких черешках.
Обоеполые цветки соединены в метельчатые соцветия. Цветёт несколько лет по достижении 50-60 летнего возраста.
Широко выращивается во многих субтропических и тропических районах Азии, Африки, Европы, Америки.

## Культурное значение
Листоколосник бамбуковидный является символом буи, одного из 56 народов Китая. Этот народ использовал листоколосник бамбуковый во многих обрядах, связанных со значительными событиями в жизни человека, в частности, в похоронных и свадебных обрядах. Он также имел большое значение в религиозных обрядах народа буи: из него изготавливался тотемный столб с изображениями двух драконов, около которого размещали волшебного быка и обращались к духам-покровителям с различными просьбами.

## Синонимы
- Bambos kinmeitsch Siebold (1830), nom. nud.
- Bambos metake Siebold (1830), nom. nud.
- Bambusa bifolia Siebold ex Munro (1868), pro syn.
- Bambusa castillonii Lat.-Marl. ex Carrière (1866)
- Bambusa duquilioi Carrière (1869)
- Bambusa marliacea Mitford (1894)
- Bambusa mazelii Pradelle (1874)
- Bambusa quilioi (Rivière & C.Rivière) Rob. (1871)
- Bambusa reticulata Rupr. (1839)basionym
- Phyllostachys bambusoides Siebold & Zucc. (1843)
- Phyllostachys castillonii (Lat.-Marl. ex Carrière) Mitford (1896)
- Phyllostachys compressus Uyeki (1929)
- Phyllostachys geniculata R.Stover (1982), pro syn.
- Phyllostachys lithophila Hayata (1916)
- Phyllostachys macrantha Siebold & Zucc. (1846), nom. nud.
- Phyllostachys marliacea (Mitford) Mitford (1896)
- Phyllostachys mazelii Rivière & C.Rivière (1878), pro syn.
- Phyllostachys megastachya Steud. (1846)
- Phyllostachys pinyanensis T.H.Wen (1982)
- Phyllostachys quilioi Rivière & C.Rivière (1878)
- Phyllostachys simonsonii Pilip. ex A.N.Vassiljeva (1956)
- Sinarundinaria reticulata (Rupr.) Ohwi (1931)